# Osobnica
Osobnica – wieś w Polsce położona w województwie podkarpackim, w powiecie jasielskim, w gminie Jasło.
Miejscowość jest siedzibą parafii rzymskokatolickiej św. Stanisława Biskupa, należącej do dekanatu Dębowiec, diecezji rzeszowskiej.
W Osobnicy od 1953 istnieje kopalnia ropy naftowej.

## Położenie geograficzne
Osobnica leży w szerokiej dolinie potoku Bednarka dopływie Ropy na Pogórzu Jasielskim w południowo-wschodniej Polsce. To największa wieś gminy Jasło o powierzchni 2474 ha.
| SIMC    | Nazwa     | Rodzaj    |
| ------- | --------- | --------- |
| 0353000 | Łęgi      | część wsi |
| 0353017 | Olszyny   | część wsi |
| 0353023 | Skała     | część wsi |
| 0353030 | Wiśniówki | część wsi |
| 0353046 | Wysłanka  | część wsi |

## Historia
30 września 1348 roku król Kazimierz Wielki założył wieś Osobnicę na prawie niemieckim. Według przywileju lokacyjnego maksymalny rozmiar osady nie mógł przekroczyć 110 łanów frankońskich. Na sołtysa powołał Jana zwanego Tyznar i uposażył go w 8 łanów gruntu i prawo do budowy dwóch młynów, dwóch karczm, browaru, stawu, 4 ogrodów oraz jatek rzeźniczej, szewskiej i piekarskiej. Przydzielił także 1 łan pod kościół i 1 łan na wygon dla bydła. Zwolnił wieś od podatków przez 20 lat.
Wieś podlegała kasztelanii w Bieczu i pozostała królewszczyzną aż do 1772 roku do czasów rozbiorów Polski.
Na skutek podmywania brzegu przez potok Bednarka (dopływ Ropy), zaistniała potrzeba przeniesienia i powiększenia kościoła. W 1512 r. nastąpiła konsekracja drugiego kościoła. W 1591 roku żołnierzem piechoty wybranieckiej został Wojciech Wierteł z Osobnicy, któremu król dał wolność. W XIX wieku była własnością Piegłowskich, Twardowskich, Gromadzkich oraz de Laveaux.
W 1880 wieś zamieszkiwało 2442 mieszkańców, z czego 33 na obszarze dworskim własności Augusta de Laveaux. według szematyzmu duch. diec. przemyskiej dekanatu żmigrodzkiego liczba ludności to 3428 rz.-kat. i 21 izrael (prawd. pomyłka drukarska).
W czasie I wojny światowej w latach 1914–1915 rozegrały się tu bitwy. Koło kapliczki w 7 grobach pojedynczych i 11 masowych pochowano 77 żołnierzy niemieckich, 83 rosyjskich i 1 austriackiego. Na grobach ustawiono żeliwne krzyże.
W czasie II wojny światowej działała tu grupa ZWZ/AK placówki Jasło, Chłostry – BCh placówki Jasło.
W latach 1954–1972 wieś była siedzibą władz gromady Osobnica. W latach 1975–1998 miejscowość administracyjnie należała do województwa krośnieńskiego.
Na terenie wsi znajduje się nieużywany od ponad 100 lat cmentarz, zaniedbany, prawie już nieistniejący.
Przetrwał grobowiec rodziny de Laveaux, nagrobek Augusta de Laveaux oraz kilku mieszkańców.

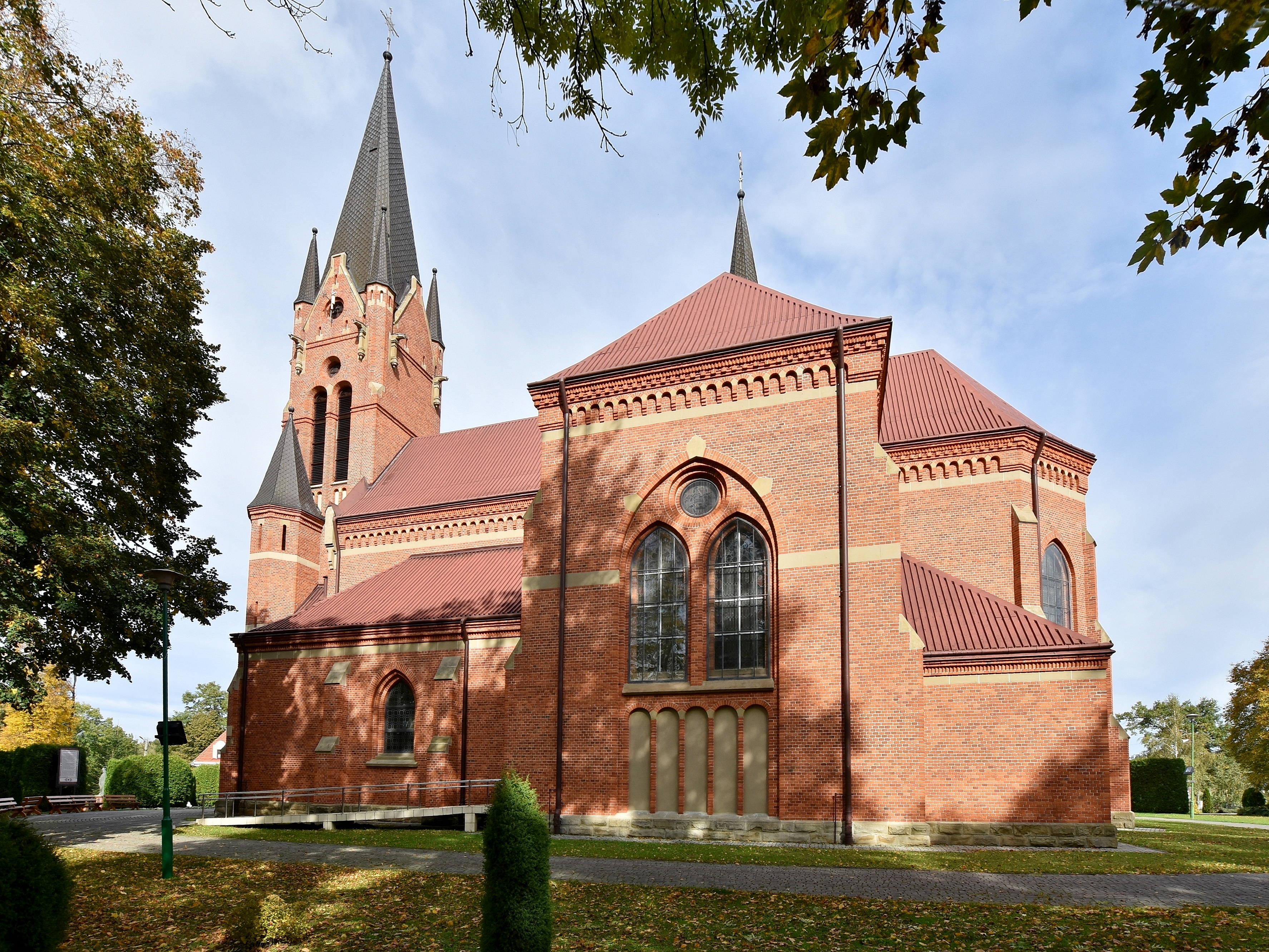
Zabytkowy kościół św. Stanisława
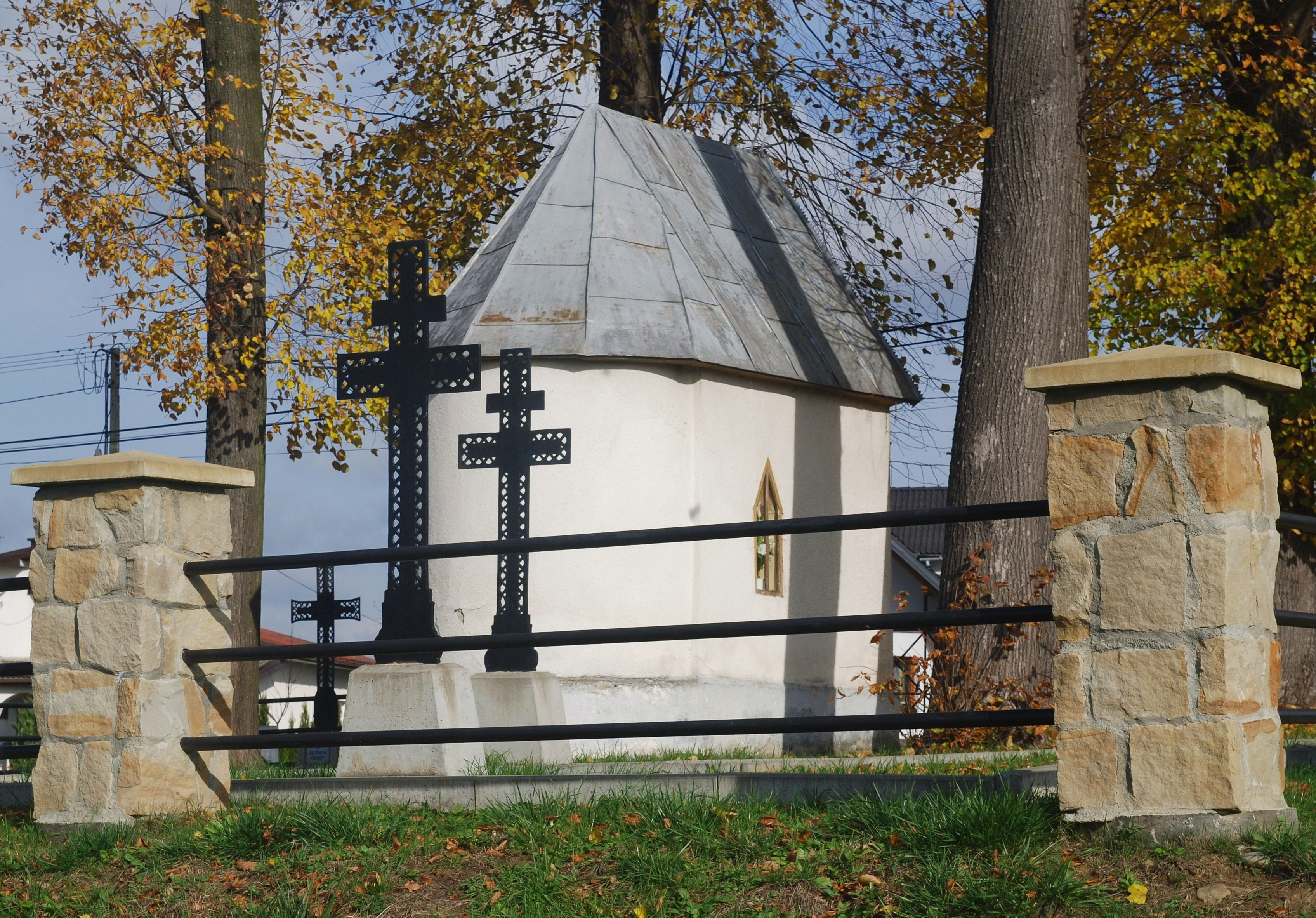
Cmentarz wojenny nr 17
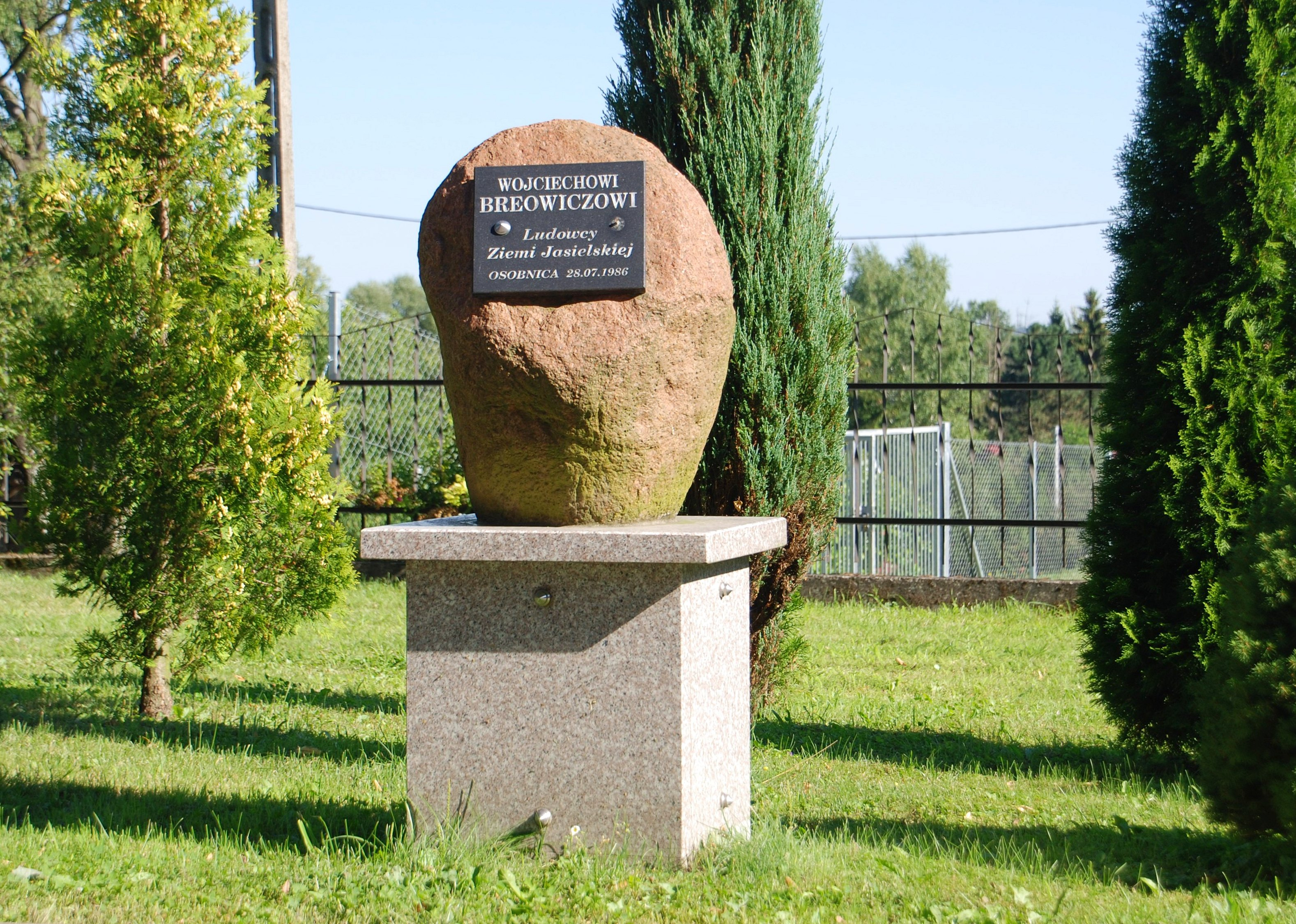
Pomnik Wojciecha Breowicza

## Oświata i kultura
Zespół Szkół w Osobnicy
- W 1601 r. założona została szkoła parafialna prowadzona przez kleryka Zawiszę ze Zwiernika.
- W 1857 r. został spisany akt erekcyjny na mocy którego gmina Osobnica wraz z właścicielem dworu zobowiązana była wybudować budynek szkolny w miejscu organistówki. W 1859 r. Rozpoczęła działalność szkoła trywialna w Osobnicy, w skromnym jednoizbowym budynku drewnianym.
- W 1890 r. oddany do użytku został nowy obiekt szkolny, przemianowano szkołę na Dwuklasową Publiczną Szkołę w Osobnicy.
- W czasie ofensywy wojsk niemieckich i austriackich budynek ulega całkowitemu zniszczeniu.
- W 1934 r. oddano do użytku nową, murowaną szkołę im. św. Jana Kantego dzięki ks. Gliwie – inicjatorowi budowy szkoły.
- Podczas trwania II wojny światowej szkoła nie została zniszczona mimo trwających działań wojennych.
- Szkoła istniała jako Szkoła Podstawowa nr 1 w Osobnicy, w 1999 roku powstało także Publiczne Gimnazjum nr 1 w Osobnicy.
- W 2005 roku utworzono Zespół Szkół w Osobnicy.

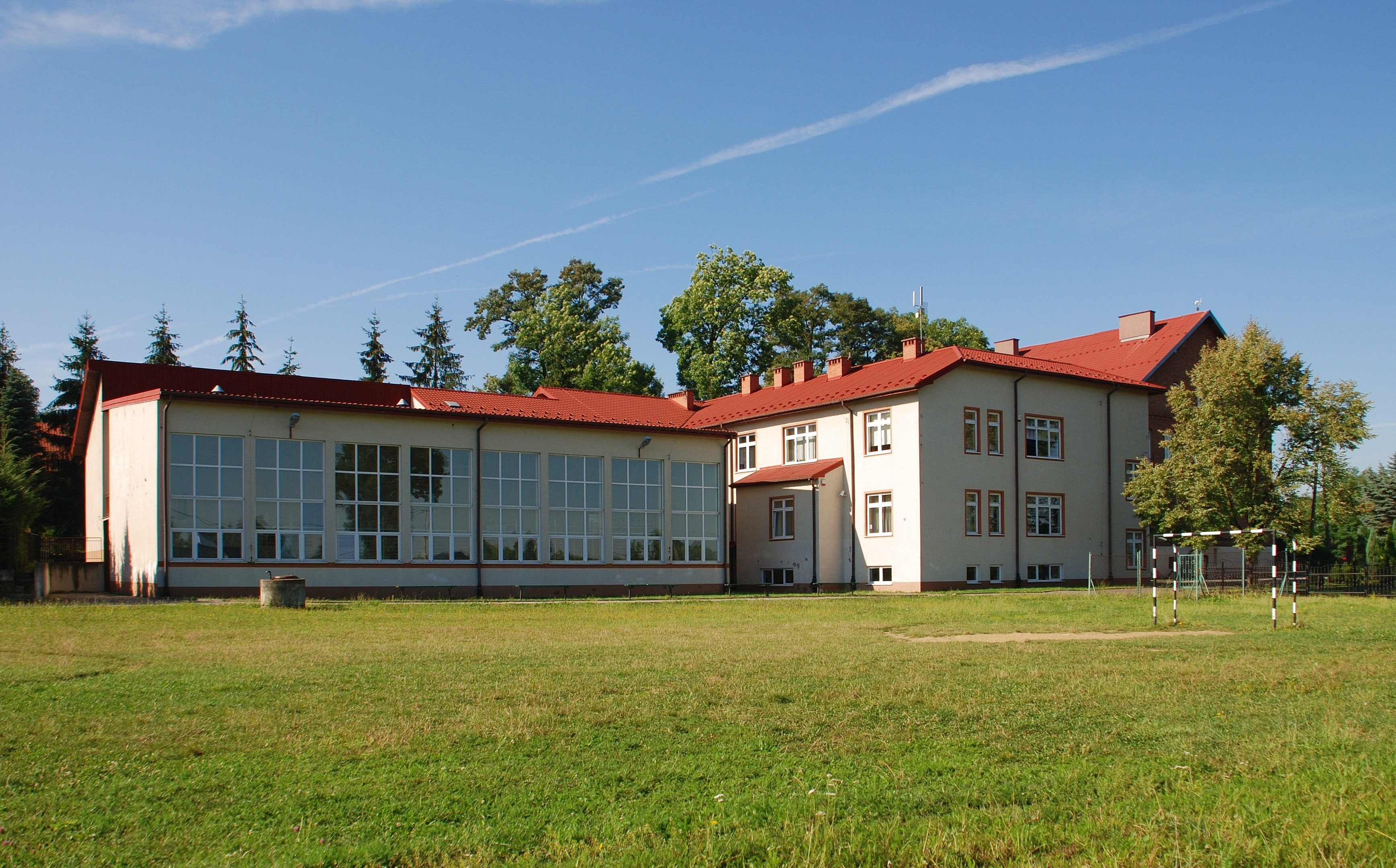
Zespół Szkół
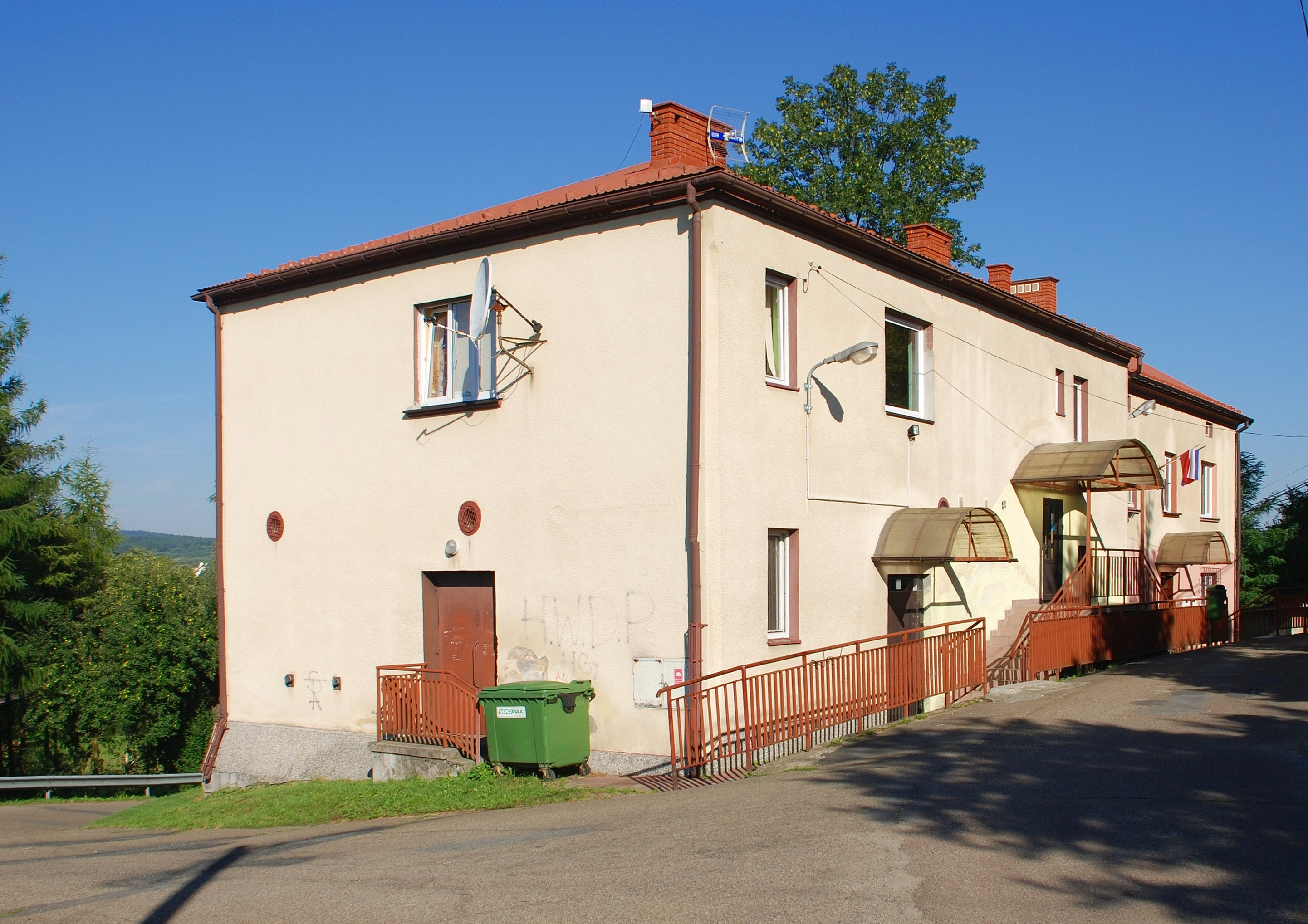
Biblioteka
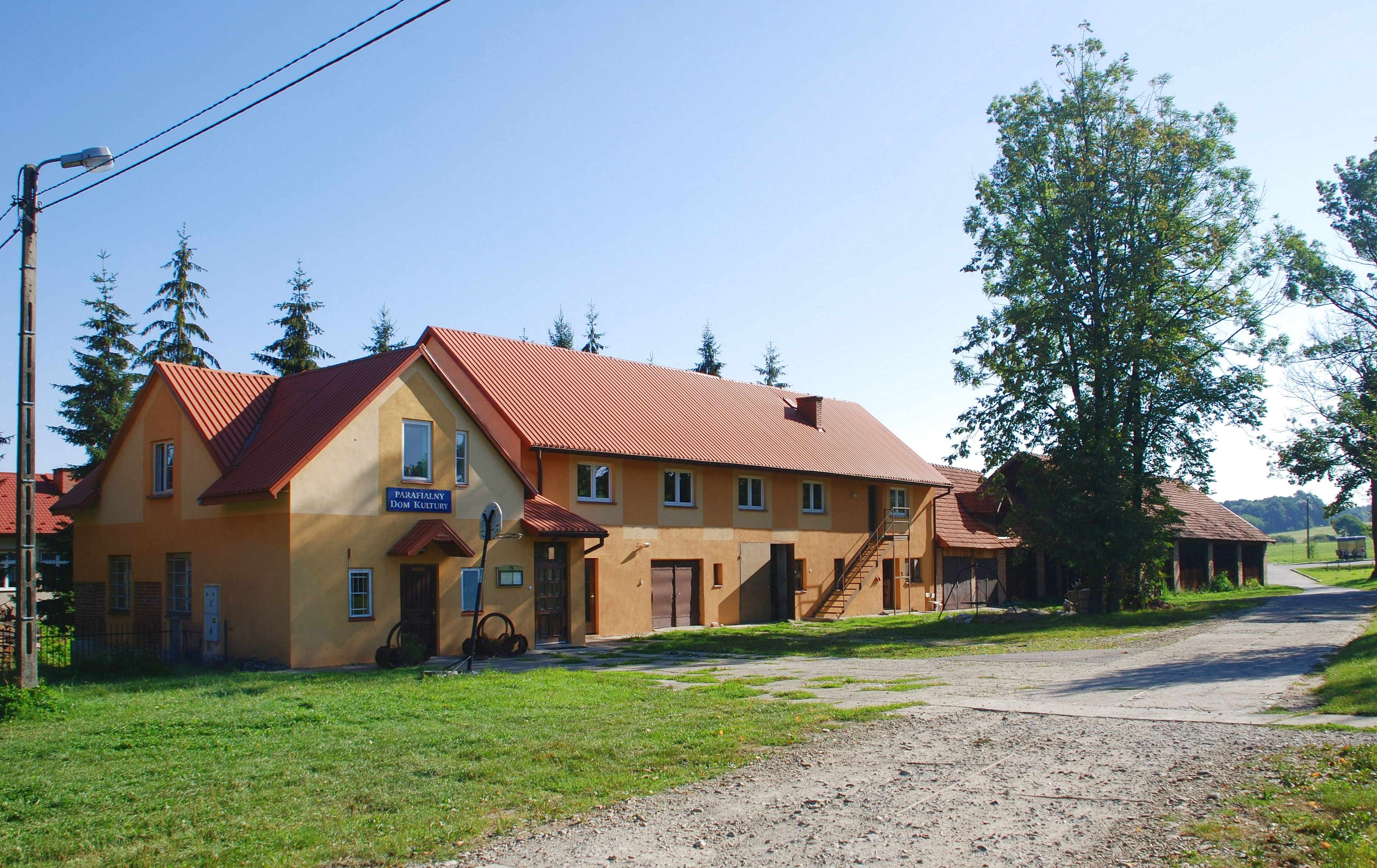
Dom kultury

## LKS „Sparta” Osobnica

### Historia klubu
Ludowy Klub Sportowy „Sparta” w Osobnicy swoją historią sięga 1976 roku, kiedy w miejscowości Osobnica powstała drużyna piłkarska, która jako „LZS” Osobnica zaczęła występować w rozgrywkach ligi wiejskiej. Po kilku latach reaktywowano drużynę, która w międzyczasie zawiesiła swoją działalność. Tym samym, w 1983 roku wznowiono działalność klubu pod nazwą LZS „Sparta” Osobnica. Założycielami byli: Wincenty Ochwat, Franciszek Rolek i Jan Bara. W początkowym okresie działalności, z powodu braku stadionu, drużyna rozgrywała swoje mecze w sąsiedniej wsi Trzcinica. Jednocześnie czyniono starania o własny obiekt, który powstał kilka lat później. Pierwszy mecz na własnym obiekcie zespół z Osobnicy rozegrał z drużyną Tajfun Łubno Szlacheckie, który wygrał wynikiem 3:1. Drużyna szybko awansowała do klasy „B”, a po kilku sezonach znalazła się kolejny poziom rozgrywkowy wyżej. W roku 1995 miał miejsce historyczny awans do klasy okręgowej, co do dziś pozostaje największym osiągnięciem klubu. Przez kilka sezonów drużyna z Osobnicy mierzyła się z drużynami m.in. z Brzozowa, Leska, Sanoka, Rymanowa czy Krosna. Klub przeżywał wtedy swoje najlepsze lata, zainteresowanie piłką nożną w latach 95–00 w miejscowości było ogromne. Drużynie seniorów przez cały czas towarzyszyły drużyny młodzieżowe. Po latach porażek i spadków, klub znalazł się na najniższym poziomie rozgrywkowym. Po pięciu latach gry w klasie B, zawodnicy „SPARTY” w 2013 roku wykorzystali możliwość gry na wyższym poziomie rozgrywkowym, lecz z powodu braków kadrowych nie zdołali utrzymać swojego miejsca w krośnieńskiej klasie „A”. W 2015 roku zespół został wycofany z rozgrywek, do gry powrócił rok później w najniższej klasie „C”. Obecnie bierze udział w rozgrywkach o mistrzostwo klasy „A”.
Klub LKS „Sparta” Osobnica jako stowarzyszenie kultury fizycznej posiadające status Organizacji Pożytku Publicznego realizuje zadania z zakresu popularyzacji i rozwoju różnych dyscyplin sportowych oraz stałego podnoszenia kultury fizycznej wśród dzieci i młodzieży.

### Władze[10]
Numer w Krajowym Rejestrze Sądowym: 0000298530
- Prezes zarządu: Michał Kuchta,
- Wiceprezes: Kamil Gacek,
- Sekretarz: Piotr Płoszaj,
- Członkowie zarządu: Rafał Pietraszek, Wiktor Bara.

### „Sparta” w poszczególnych sezonach
Źródło:
Końcowe pozycje w tabelach rozgrywek ligowych (od sezonu 1995/1996):
| Sezon     | Senior (pozycja-klasa rozgrywkowa) | Junior (pozycja-klasa rozgrywkowa) | Trampkarz (pozycja-klasa rozgrywkowa) | Młodzik (pozycja-klasa rozgrywkowa) |
| --------- | ---------------------------------- | ---------------------------------- | ------------------------------------- | ----------------------------------- |
| 1995/1996 | 12. (kl. okręgowa)                 | 2. (kl. okręgowa)                  | 1. (kl. Okręgowa)                     | –                                   |
| 1996/1997 | brak danych                        | brak danych                        | brak danych                           | –                                   |
| 1997/1998 | 9. (kl. okręgowa)                  | 11. (kl. Wojewódzka)               | 9. (kl. Wojewódzka)                   | –                                   |
| 1998-2002 | brak danych                        | brak danych                        | brak danych                           | –                                   |
| 2002/2003 | 12. (klasa B)                      | –                                  | 2. (kl. Terenowa)                     | –                                   |
| 2003/2004 | 15. (klasa B)                      | 2. (klasa A)                       | 7. (klasa A)                          | –                                   |
| 2004/2005 | 13. (klasa C)                      | –                                  | –                                     | –                                   |
| 2005/2006 | –                                  | 2. (klasa B)                       | 4. (klasa B)                          | –                                   |
| 2006/2007 | 1. (klasa C)                       | 13. (klasa A)                      | 13. (klasa A)                         | –                                   |
| 2007/2008 | 6. (klasa B)                       | brak danych                        | brak danych                           | –                                   |
| 2008/2009 | 12. (klasa B)                      | 6. (klasa A)                       | 9. (klasa A)                          | –                                   |
| 2009/2010 | 9. (klasa B)                       | 12. (klasa A)                      | 8. (klasa A)                          | –                                   |
| 2010/2011 | 9. (klasa B)                       | 3. (klasa B)                       | –                                     | 1. (grupa 3)                        |
| 2011/2012 | 4. (klasa B)                       | 9. (klasa A)                       | 9. (klasa A)                          | –                                   |
| 2012/2013 | 2. (klasa B)                       | –                                  | 1. (klasa B)                          | –                                   |
| 2013/2014 | 15 (klasa A)                       | 7. (klasa B)                       | –                                     | –                                   |
| 2014/2015 | –                                  | –                                  | 8. (klasa B)                          | –                                   |
| 2015/2016 | 5. (klasa C)                       | –                                  | 3. (klasa B)                          | –                                   |
| 2016/2017 | 2. (klasa C)                       | 8. (klasa B)                       | –                                     | –                                   |
| 2017/2018 | 1. (klasa B)                       | 9. (klasa B)                       | –                                     | –                                   |
| 2018/2019 | 11. (klasa A)                      | 10. (klasa A)                      | –                                     | –                                   |
| 2019/2020 | 13. (klasa A)                      | 8. (klasa B)                       | –                                     | –                                   |
| 2020/2021 | 14. (klasa A)                      | 8. (klasa A)                       | –                                     | –                                   |
| 2021/2022 | 2. (klasa B)                       | 4. (klasa A)                       | –                                     | –                                   |
| 2022/2023 | 1. (klasa B)                       | –                                  | –                                     | –                                   |
| 2023/2024 | 7. (klasa A)                       | –                                  | –                                     | 6. (V liga okręgowa)                |

## Kopalnictwo naftowe
W okresie międzywojennym na terenie Osobnicy rozpoczęto prace poszukiwawcze za ropą naftową. W 1928 zrealizowano odwiert o nazwie „Igler-1”, ale z wynikiem negatywnym. Po wojnie w 1953 Jasielskie Kopalnictwo Naftowe odkryło w Osobnicy złoże ropy naftowej o zasobach produkcyjnych ponad 500 tys. ton. Powstała najmłodsza kopalnia w rejonie jasielskim. Do 1970 wykonano tam ponad 150 odwiertów w tym kilka o głębokości 2000 m.
W 2017 spółka Orlen Upstream w ramach odrębnego w stosunku do istniejącej kopalni przedsięwzięcia projektowego poszukiwawczo-wydobywczego węglowodorów o nazwie „Karpaty” przystąpiła do wiercenia otworu o nazwie „Pasieki-OU1” o głębokości 2600 m. Położony w Osobnicy leży przy granicy z miejscowością Pagórek.

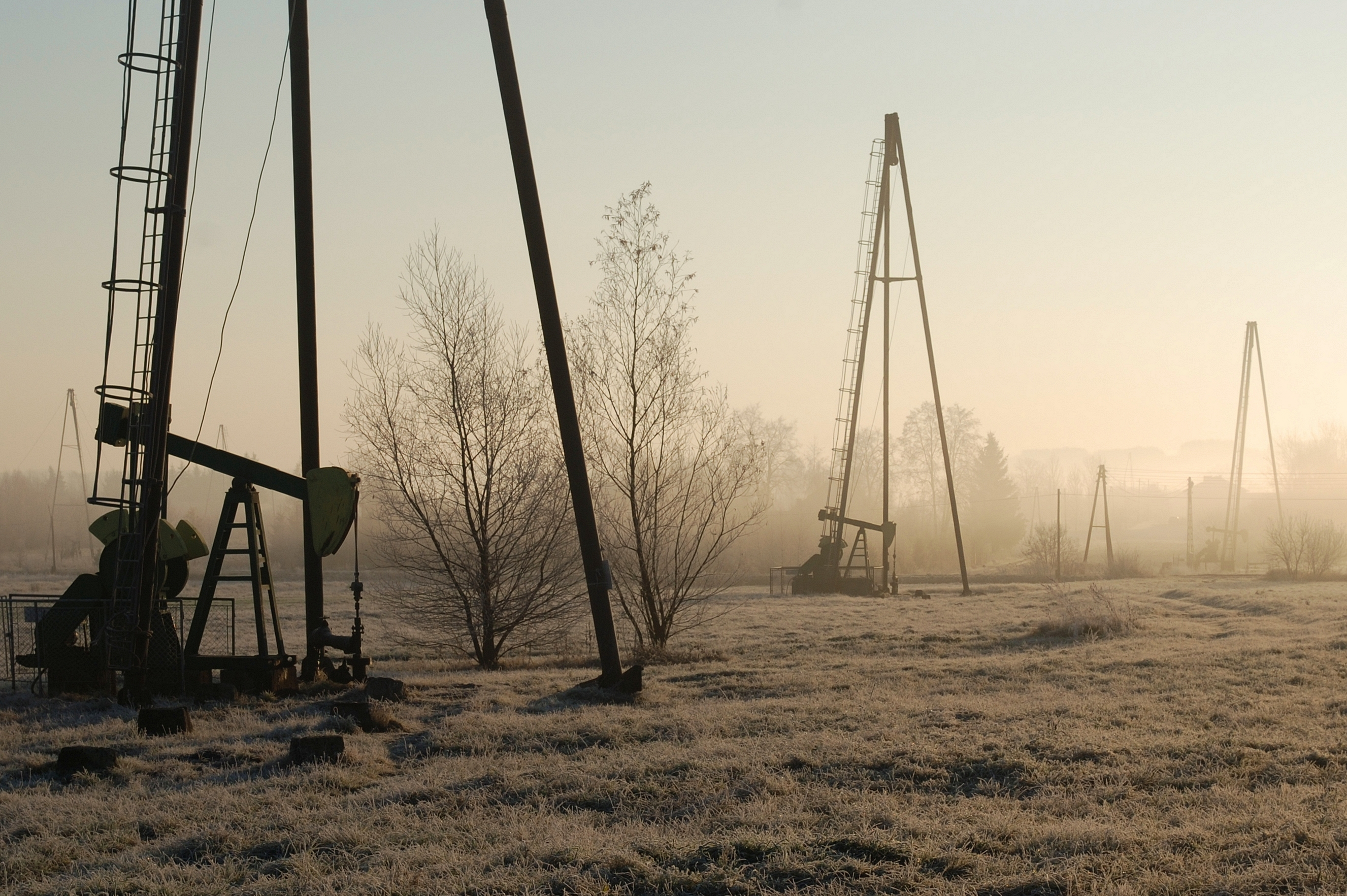
Pole naftowe w Osobnicy
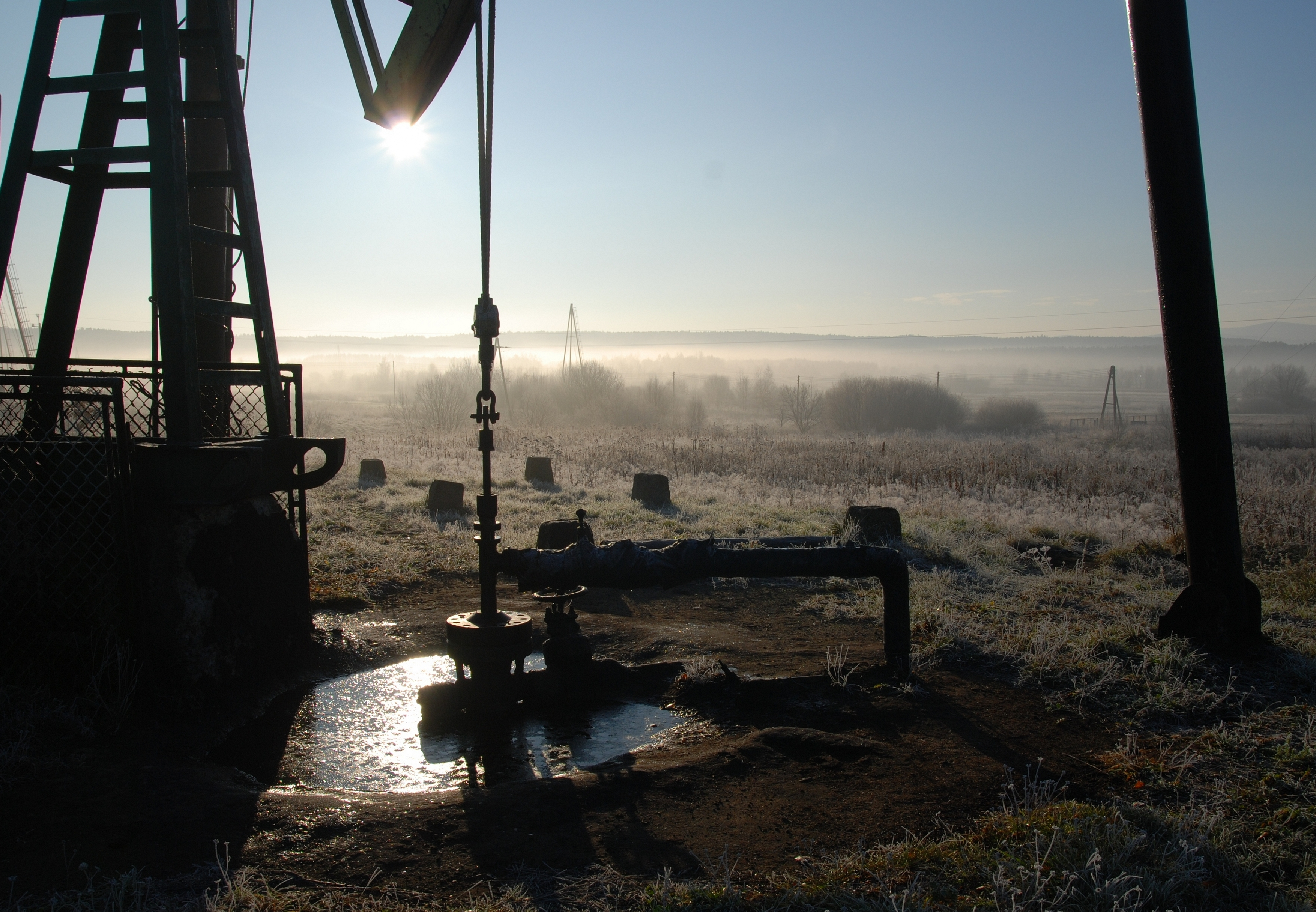
Pole naftowe w Osobnicy
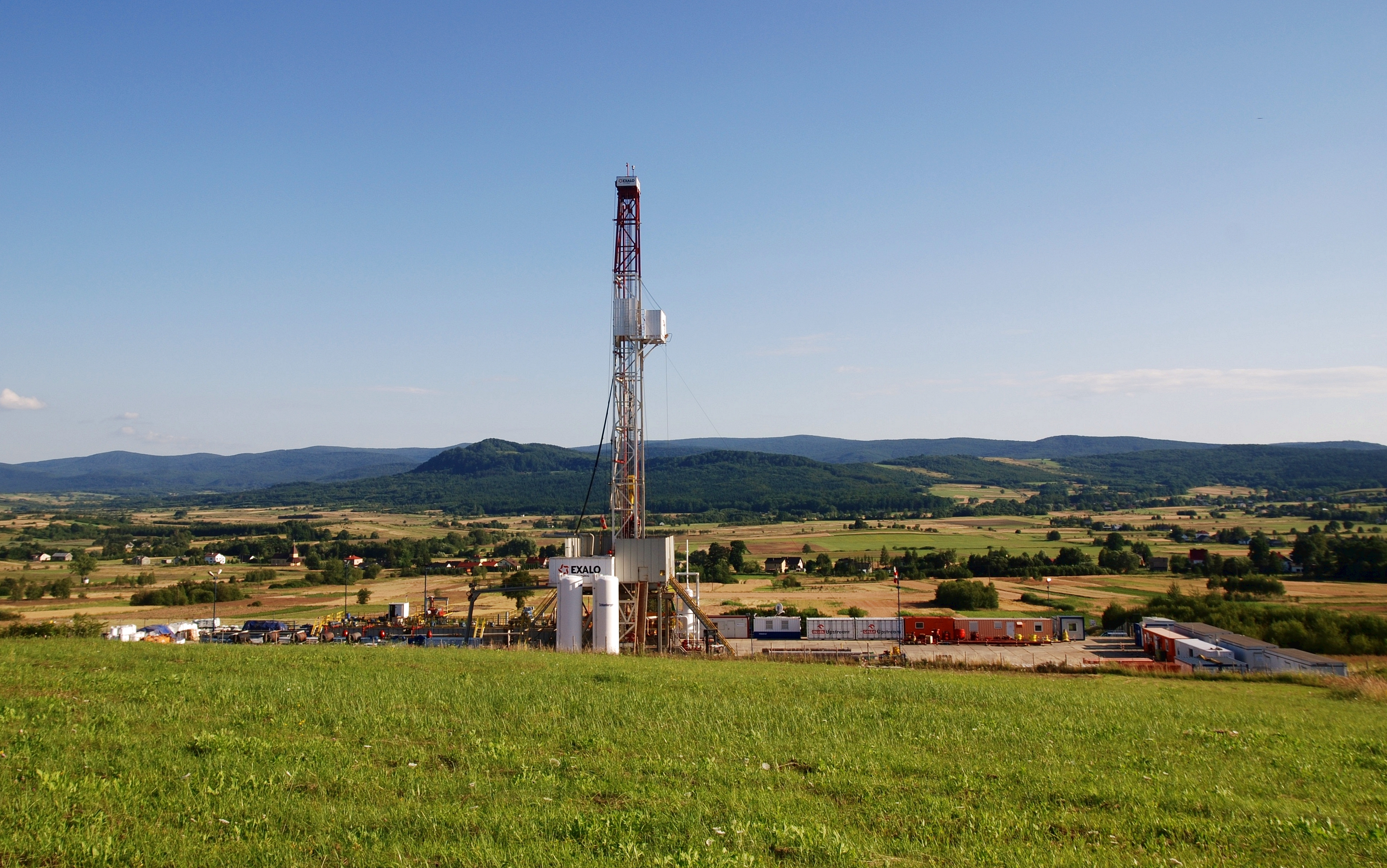
2017, wiertnia Pasieki-OU1
Kiwon w Osobnicy(2015)

## Religia
Kościół parafialny św. Stanisława
7 lipca 1906 r. nastąpiła konsekracja nowego, trzeciego kościoła, przez biskupa Józefa Fishera, sufragana przemyskiego. Według planu architekta Teodora Talowskiego, w stylu neogotyckim, nadwiślańskim. Trzynawowy, na planie krzyża rzymskiego, boczne nawy są niższe od środkowej. Wymiary kościoła wynoszą 37 m długości i 22 m szerokości w nawie krzyżowej. Szerokość nawy głównej 8 m, bocznych 4 m. Sklepienie unosi się na wysokości 16 metrów. Wysokość obiektu wynosi; fasady 27 m, wieży 22 i krzyża 4,15 m. Kościół został wyposażony w trzy piękne, neogotyckie ołtarze wykonane w stolarni lwowskiej, figury rzeźbione w drewnie wykonali artyści w Tyrolu łącznie 13 figur. W latach 1927–1928 miało miejsce pierwsze malowanie kościoła, przez artystę malarza, Juliana Krupskiego ze Lwowa.
Poprzedni kościół po wybudowaniu nowego został zburzony w 1906.

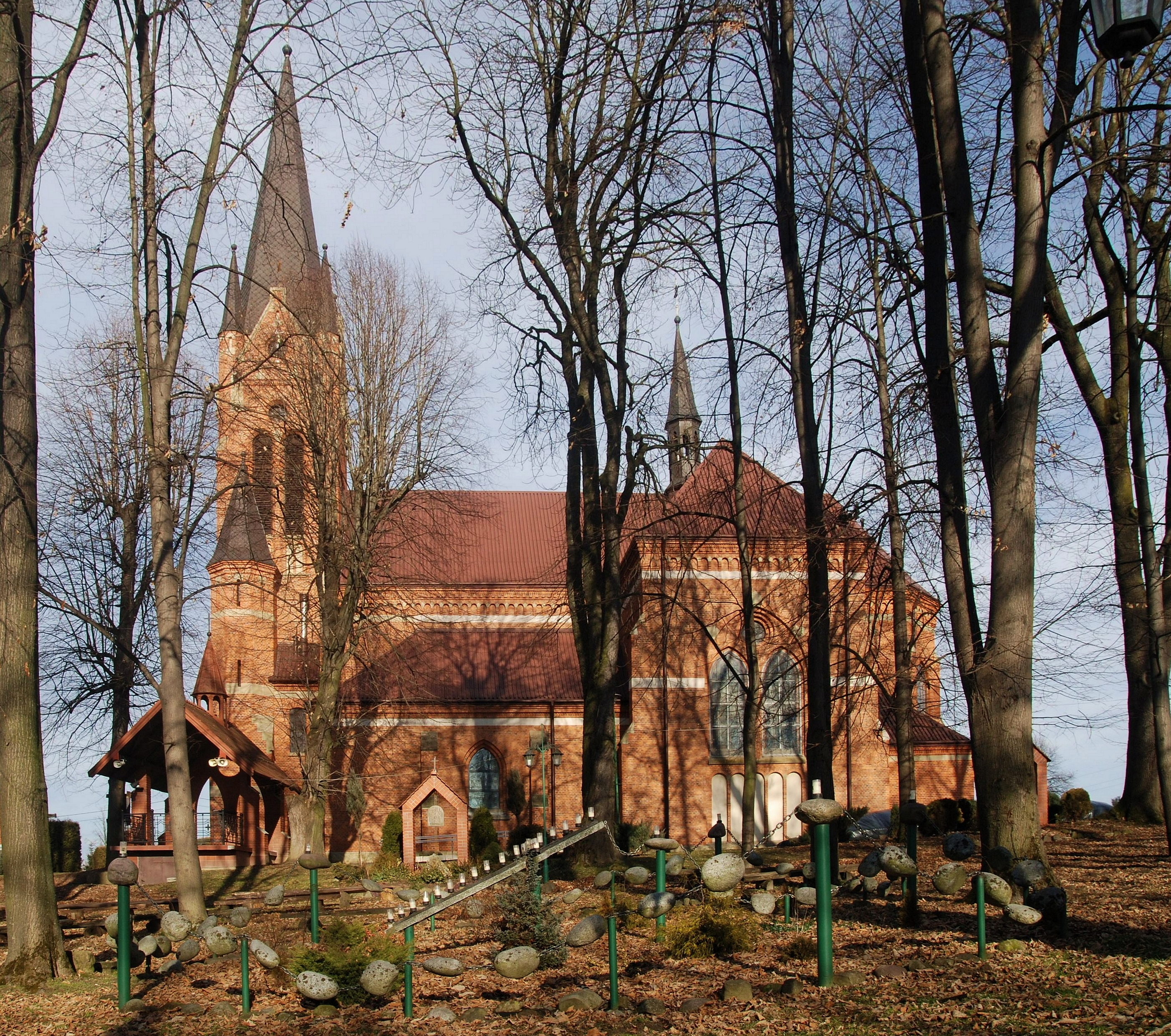
Park przykościelny
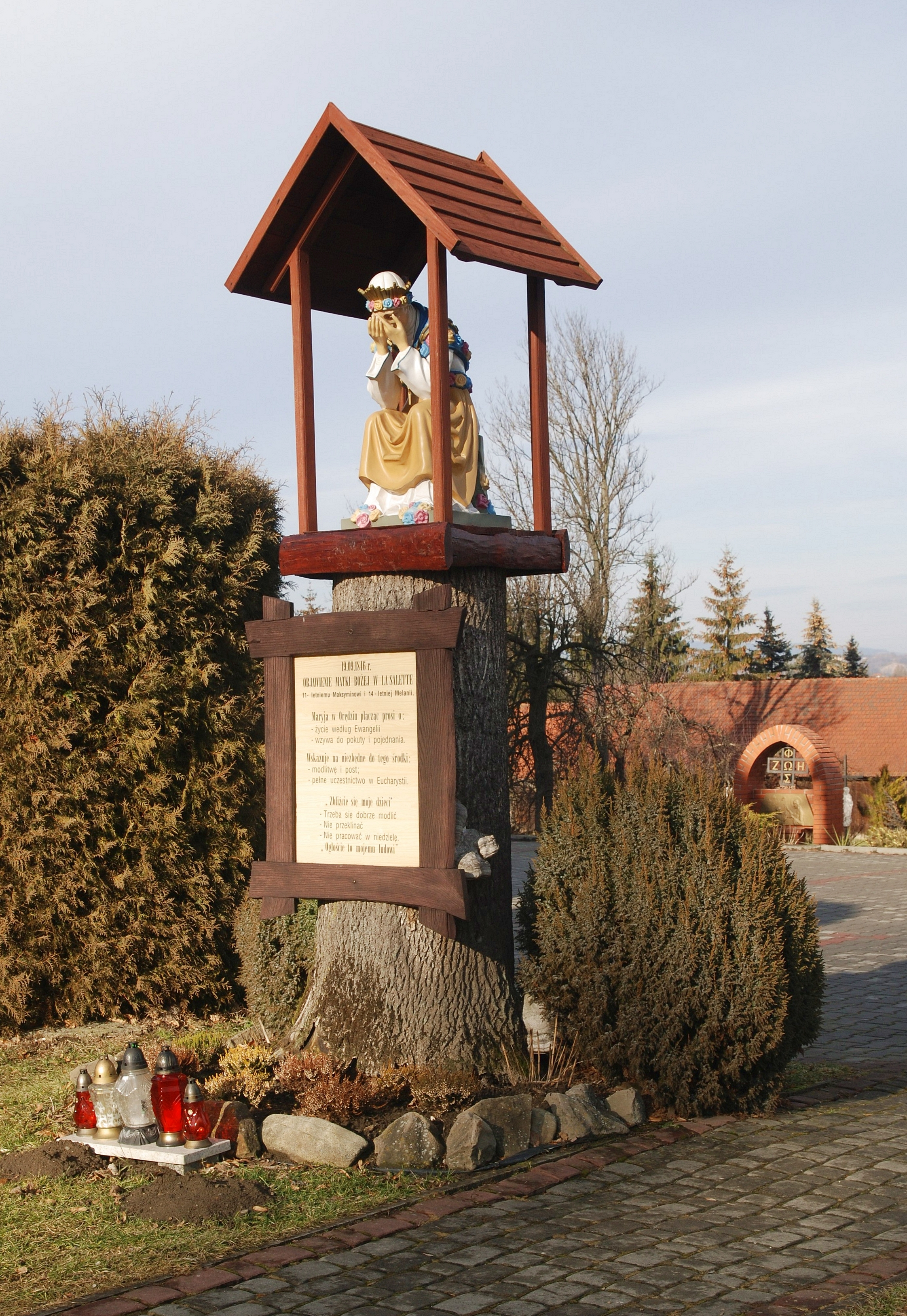
Figura MB Saletyńskiej
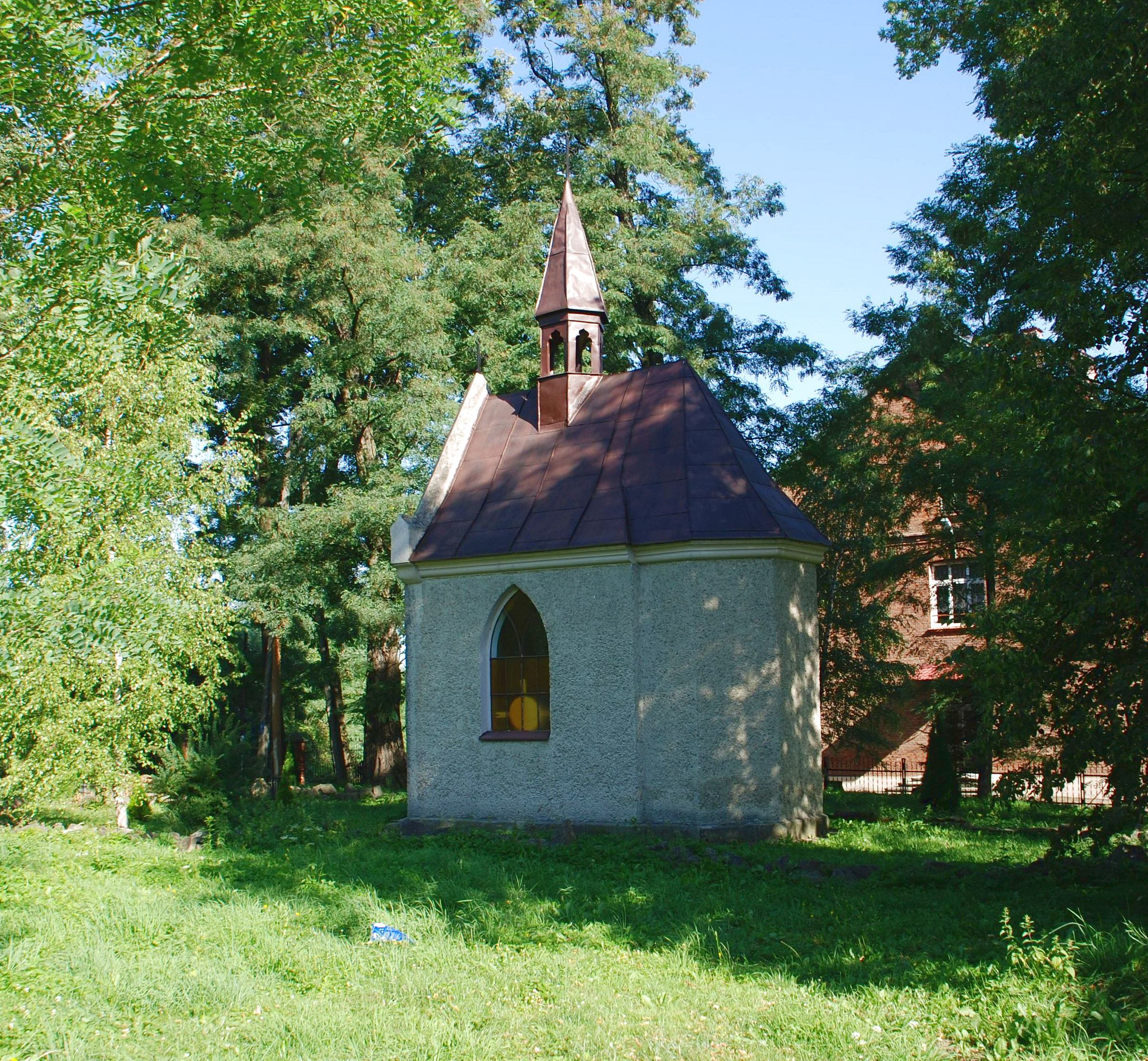
Kaplica św. Teresy
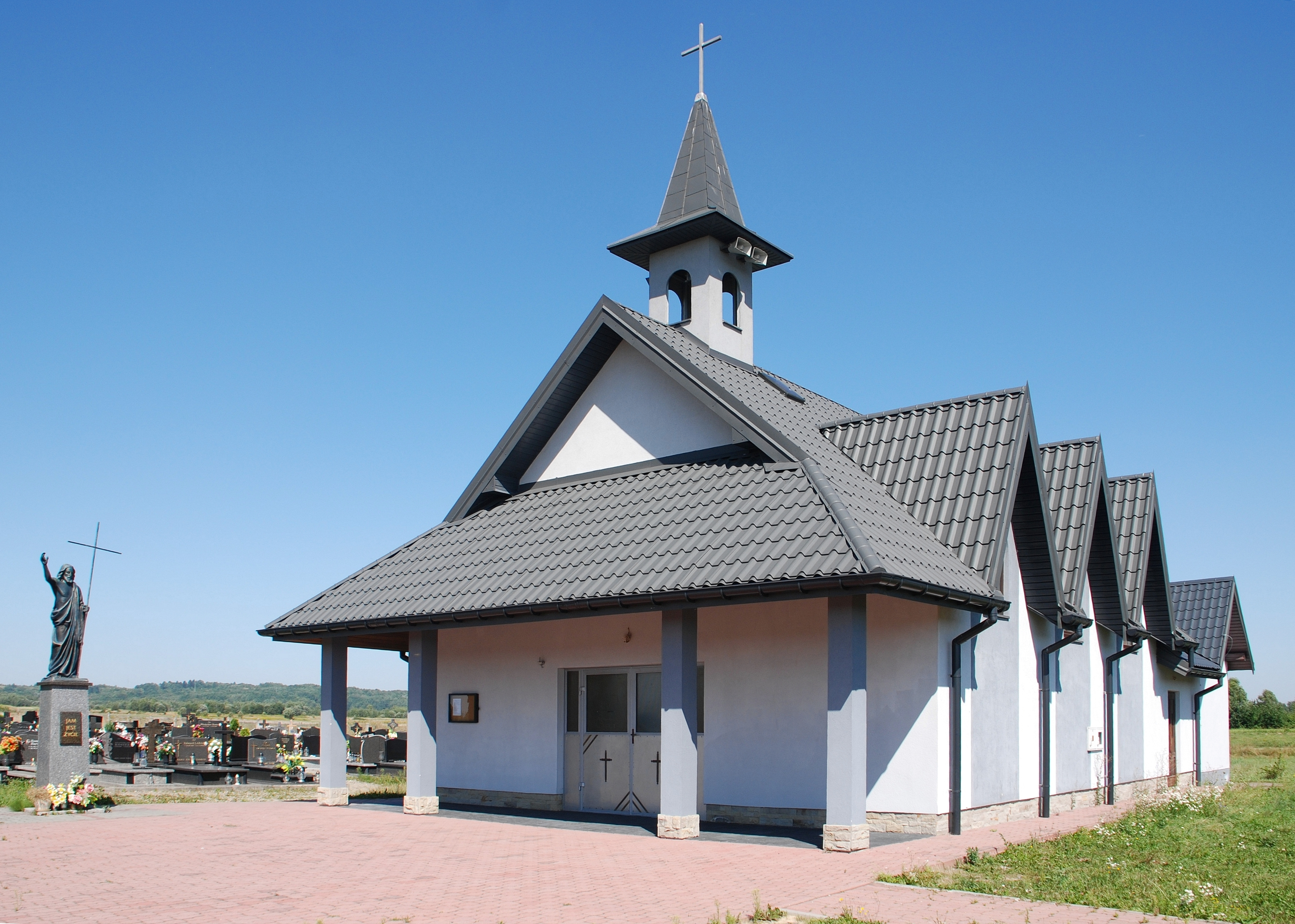
Kaplica cmentarna
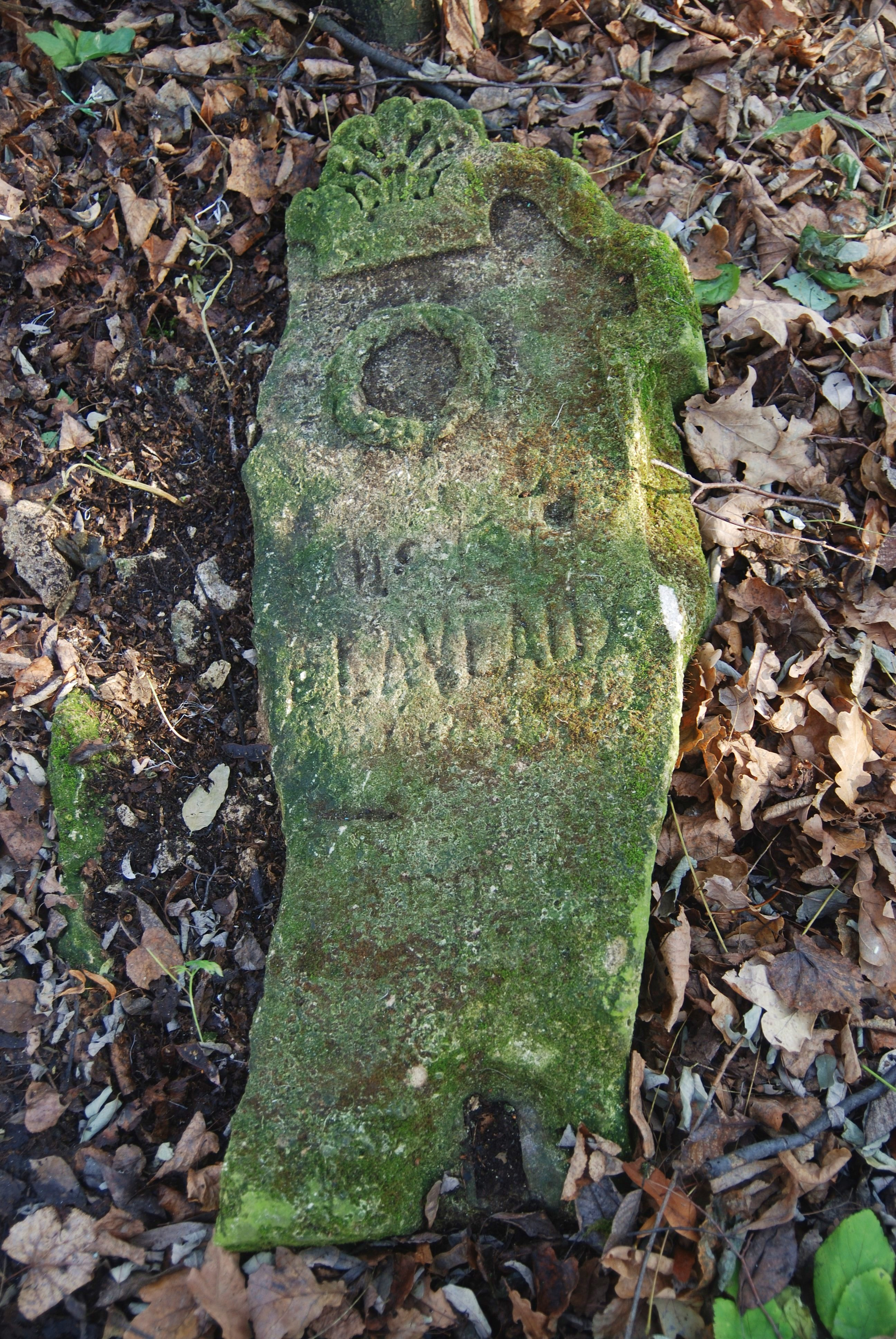
Stary cmentarz, fragment zniszczonego grobowca rodziny de Laveaux
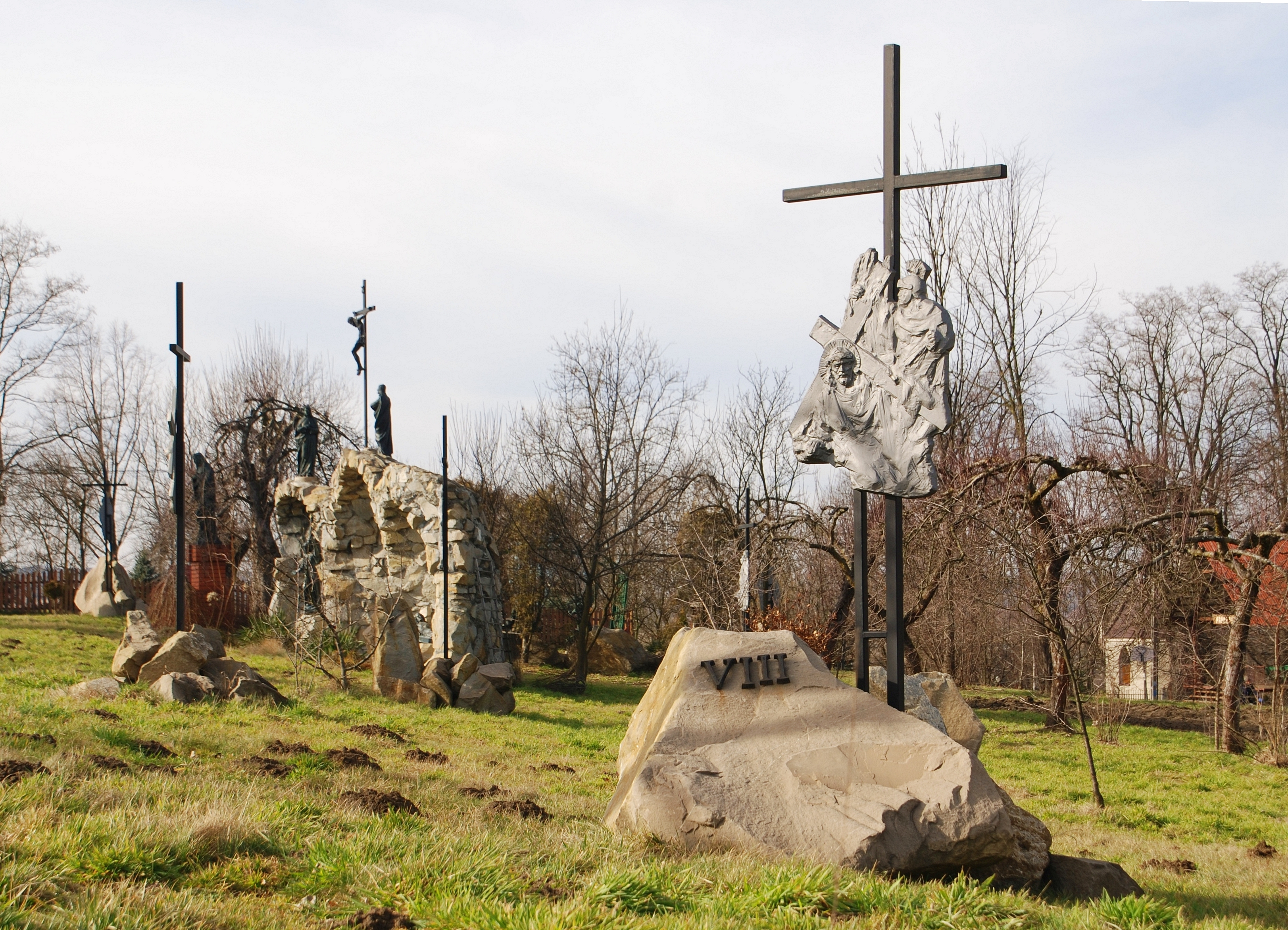
Droga krzyżowa w ogrodzie plebańskim

## Turystyka
Przez Osobnicę przebiegają następujące szlaki turystyczne:
- Transgraniczny Szlak Naftowy – który łączy ze sobą miejsca związane z narodzinami i historią przemysłu naftowego; w Osobnicy znajduje się kopalnia ropy naftowej i gazu ziemnego[19].

## Osoby związane z miejscowością
- Wojciech Breowicz (ur. 16 stycznia 1902, zm. 24 stycznia 1966 w Kurytybie) – poeta, pisarz, publicysta, działacz ludowy[20]